# Jose Manuel Heredia Jr.
Jose Manuel Heredia Jr. (ur. 1951) – belizeński polityk, członek Zjednoczonej Partii Demokratycznej, poseł z okręgu Belize Rural South oraz minister turystyki i kultury.

## Życiorys
Urodzony w 1951 roku.
Przez kilkanaście lat zasiadał w radzie miejskiej, położonego na Ambergris Caye miasta, San Pedro, zaś w latach 1995−1997 był burmistrzem miasta.
Związał się ze Zjednoczoną Partią Demokratyczną i z jej ramienia kilkukrotnie kandydował do parlamentu, zawsze z okręgu Belize Rural South obejmującego belizeńskie wyspy:  Ambergris Caye (z miastem San Pedro), Caye Caulker (z miastem o tej samej nazwie, St. George’s Caye oraz Goff’s Caye.
W pokonała w wyborach przegrał swoje pierwsze wybory z Patty Arceo z PUP stosunkiem głosów: 42,49% 57,01%. Hereida Jr. zdobył 1027 głosów.
W kolejnych wyborach w 2003 roku ponownie spotkała się ta para polityków, tym razem górą był Hereida, na którego głosowało 1539 wyborców – zdobył 51,42% głosów, a Arceo 47,48%. Po raz pierwszy został wówczas posłem do Izby Reprezentantów.
W 2008 roku udało mu się ponownie dostać do parlamentu, tym razem pokonał Murlene Spain z PUP stosunkiem głosów 61,51% do 36,17%. Na Hereidę Juniora głosowało 2488 wyborców.
7 marca 2012 po raz trzecie został posłem z okręgu Belize Rural South, w którym ponownie pokonał Patty Arceo, zdobywając 2479 głosów (stosunek głosów: 49,71% do 40,63%).
Pięć dni później premier Dean Barrow powołał go do swojego drugiego rządu na stanowisko ministra turystyki i kultury.